# Вибори до Донецької обласної ради 2010
Вибори до Донецької обласної ради 2010 — вибори до Донецької обласної ради, що відбулися 31 жовтня 2010 року. Вибори пройшли за змішаною системою.

## Результати виборів

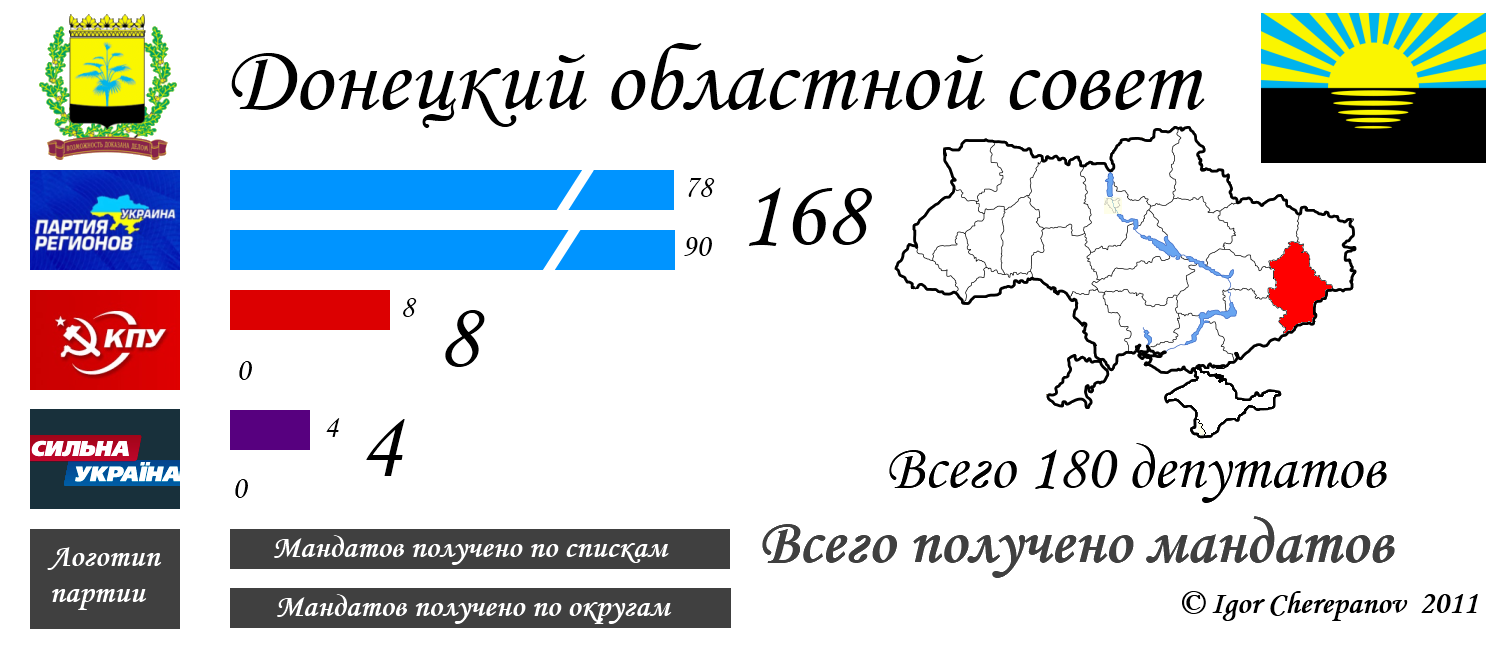
Результати виборів до Донецької обласної ради

### Голосування за списки партій
| №  | Партія чи блок                           | Голосів «За» | У %    | +/- відсотків у порівнянні з попередніми виборами | Місць |
| -- | ---------------------------------------- | ------------ | ------ | ------------------------------------------------- | ----- |
| 1  | Партія регіонів                          | 1004115      | 65,78% |                                                   | 78    |
| 2  | Комуністична партія України              | 107332       | 7,03%  |                                                   | 8     |
| 3  | Сильна Україна                           | 56166        | 3,68%  |                                                   | 4     |
| 4  | Фронт змін                               | 40698        | 2,67%  |                                                   | 0     |
| 5  | ВО «Батьківщина»                         | 34809        | 2,28%  |                                                   | 0     |
| 6  | Прогресивна соціалістична партія України | 22004        | 1,44%  |                                                   | 0     |
| 7  | «Діти війни „Народна партія України“»    | 12620        | 0,83%  |                                                   | 0     |
| 8  | Руський блок                             | 12545        | 0,82%  |                                                   | 0     |
| 9  | Соціалістична партія України             | 10838        | 0,71%  |                                                   | 0     |
| 10 | Партія зелених України                   | 8737         | 0,57%  |                                                   | 0     |
| 11 | Нова політика                            | 8600         | 0,56%  |                                                   | 0     |
| 12 | Єдиний центр                             | 6200         | 0,41%  |                                                   | 0     |
| 13 | ВО «Свобода»                             | 5392         | 0,35%  |                                                   | 0     |
| 14 | Наша Україна                             | 4205         | 0,28%  |                                                   | 0     |
| 15 | Аграрна партія України                   | 4055         | 0,27%  |                                                   | 0     |
| 16 | Молодіжна партія України                 | 3906         | 0,26%  |                                                   | 0     |
| 17 | Християнський рух                        | 3132         | 0,21%  |                                                   | 0     |
| 18 | «Правда»                                 | 2989         | 0,20%  |                                                   | 0     |
| 19 | Народна партія                           | 2765         | 0,18%  |                                                   | 0     |
| 20 | Партія захисників Вітчизни               | 2491         | 0,16%  |                                                   | 0     |
| 21 | «Справедливість»                         | 2372         | 0,16%  |                                                   | 0     |
| 22 | Народна влада                            | 1574         | 0,10%  |                                                   | 0     |
| 23 | Третя сила                               | 1392         | 0,09%  |                                                   | 0     |
|    | Проти всіх                               | 128523       | 8,42%  | —                                                 | —     |
|    | Недійсні бюлетені                        | 39114        | 2,56%  | —                                                 | —     |
|    | В цілому (явка 45,11 %)                  | 1526574      | 100%   |                                                   |       |

### Одномандатні округи
| № | Партія          | Здобуто місць |
| - | --------------- | ------------- |
| 1 | Партія регіонів | 90            |

### Загальні підсумки здобутих партіями місць
| № | Партія          | Здобуто місць |
| - | --------------- | ------------- |
| 1 | Партія регіонів | 168           |
| 2 | КПУ             | 8             |
| 3 | Сильна Україна  | 4             |

## Зовнішні посилання
- Офіційна сторінка Донецької обласної ради [Архівовано 5 вересня 2011 у Wayback Machine.]
- Сторінка ЦВК України щодо місцевих виборів 2010
- http://focus.ua/politics/153791 [Архівовано 7 листопада 2010 у Wayback Machine.]
- http://novosti.dn.ua/details/138949/ [Архівовано 7 листопада 2010 у Wayback Machine.]
- В Донецкой области Партия регионов получила более 1 млн голосов [Архівовано 8 грудня 2015 у Wayback Machine.] (рос.)